# ناتان جیکوبسن
ناتان جیکوبسن (انگلیسی: Nathan Jacobson؛ ‎ ۵ اکتبر ۱۹۱۰ در ورشو، لهستان امروزی – ۵ دسامبر ۱۹۹۹ در کنتیکت، ایالات متحده) ریاضی‌دان لهستانی‌الاصلِ اهل ایالات متحدهٔ آمریکا بود.
او، که در یک خانوادهٔ یهودی به دنیا آمد، در سال ۱۹۱۸ به همراه خانواده به آمریکا مهاجرت کرد. جیکوبسن در شمار بزرگ‌ترین جبردانان سدهٔ بیستم به‌شمار می‌آید. او در دانشگاه آلاباما تحصیل خود را آغاز کرد و با راهنمایی پروفسور جوزف ودربورن درجهٔ دکتری ریاضیات را با رساله‌ای با نام «چندجمله‌ای‌های ناجابجایی و جبرهای دوری» در دانشگاه پرینستون دریافت کرد. او، که پنج سال پیش از آن در درس‌گفتارهای امی نوتر در کالج برین مار حاضر بود، در سال ۱۹۳۵ جانشین وی شد. سپس، در سال ۱۹۴۱، در دانشگاه کارولینای شمالی به درجهٔ استادی رسید. از ۱۹۴۳ تا ۱۹۴۷ در دانشگاه جانز هاپکینز تدریس و پژوهش می‌کرد و سپس به دانشگاه ییل رفت. جیکوبسن بیش از همه به دلیل نقشش در نظریهٔ حلقه‌ها نامبردار است. او مفاهیم فراوانی را در این زمینه همچون رادیکال جیکوبسن و قضیهٔ چگالی جیکوبسن معرفی کرد. او، به دلیل این دستاوردها، جایزهٔ لروی استیل را دریافت کرد.